# ظاهرة الحقل الأزرق داخل العين

ظاهرة الحقل الازرق داخل العين

ظاهرة الحقل الازرق داخل العين (بالإنجليزية: blue field entopic أو scheerer's phenomena)‏ نسبة إلى العالم الألماني Richard Scheerer وهو أول من وجه الانتباه لهذه الظاهرة عام 1924( ؛وهي ظهور نقط صغيرة لامهة تتحرك بسرعة في المجال البصري خصوصا عند النظر في إضاءة زرقاء مثل السماء ؛هذه النقاط قصيرة الأجل تختفي في ثانية أو اقل وتنتقل لمسافات قصيرة في مسارات تبدو عشوائية وهذه النقاط يمكن أن تنتقل في مسارات معوجة على شكل دودوة صغيرة. سرعة هذه النقاط تختلف بالتزامن مع النبض تظهر هذه النقاط في مركز الرؤية على بعد حوالي من (10:15) درجة من نقطة التثبيت وترى كلا العينين نقاط مختلفة فالشخص الذي يري بالعينين يلاحظ مزيج من النقاط اغلب الناس يلاحظون هذه الظاهرة عند النظر إلى الشمس فهي تكون واضحة للغاية عند النظر في خلفية زرقاء .

## التفسير
يُظهِر مِنظار العَين الشُّعيراتِ الدَّمويَّة أمام الشَّبكيَّة. وظِلال هذه الشُّعيْراتِ الدَّمويَّةِ هي السَّبب في ظُهورِ هذه النِّقاط. تَقوم كُريات الدَّم الحَمراء بإمتصاص الأشعَّة الزَّرقاء رَيثما تَسمح كُريات الدَّمِ البَيضاء للأشعَّة الزَّرقاء بالمُرور من خِلالها سامحةً للأشعَّة الزَّرقاء بالنُّفوذ إلى شبكيَّة العين مُنتجةً تلك الثَّغرات التي تَظهر  كَنقاطٍ برّاقة.
لوحِظَ هذا السُّلوك لكُريات الدَّمِ البَيضاء عن طَريق تِقنية المَسح البَصري بالليزر، وهي تِقنيةٌ مخصصة لدِراسة تَدفُّق الدَّمِ في الشَّبكية، ولا تَظهر هذه النِّقاط في مَركز المَجال البَصري حَيث أنه لا توجد شُعيرات دَمويَّة في المَركز البَصري.
مِنْظارُ الحَقْلِ الأزْرَقِ داخِلَ العَيْنِ هي تِقنية تُستخدم لتَحديد تَدفُّق الدَّم في الشَّبكية حَيث يَتم تَعريض المَريض لِصُوَر مُتحرِّكة تَمَّ إنشاؤها عن طَريق الكَمبيوتر ويَتمُّ التَّحكم في سُرعتها وكَثافتها ويُحاول المَريض مُطابقة الصُّور التي تَظهر على الكَمبيوتر بالصُّورة في خَياله.

## التميز عن الظواهر الأخرى داخل العين
يمكن تميز هذه الظاهرة عن عوائم العين لأن هذه النقاط لها قطر متشابه وحدة ابصتر متشابهة وتبدو المع من الخلفية إذا تحركت العين يتبعها هذه النقاط لانها متصلة بالشبكية، وأيضًا يمكن تميزها عن ظاهرة التلج البصري حيث أن هذه النقاط تظهر فقط عند النظر الي ضوء ساطع على العكس من التلج البصري الموجود في كل الاضاءات وفي الظلام.